# 短肠重盘吸虫
短肠重盘吸虫（学名：Diplodiscus mehrai）为重盘科重盘属的动物。分布于印度、斯里兰卡以及中国大陆的福建、北京等地，营寄生生活，宿主中华大蟾蜍、黑斑蛙以及寄生于肠。